# 华东街道
华东街道，是中华人民共和国辽宁省阜新市细河区下辖的一个乡镇级行政单位。

## 行政区划
华东街道下辖以下地区：
新园社区、北方花园社区、华东社区、梨园社区和八家子管理委会社区。